# 制蓬峩
制蓬峩（越南语：／，？—1390年2月8日），又作制蓬峨，或即占婆歷史傳說裡的比那索爾（占語：Binasuor），中國明代典籍稱作阿答阿者或阿荅阿者，是占婆國（占城）第十三王朝（1318年-1390年）的重要君王，被視為「英雄國君」，約1360年至1390年在位。即位後，制蓬峩矢志收復越南（大越國）以往奪取的占婆土地，整頓國內軍力，利用來自大越國的降叛者，多次發動對越戰爭，曾三度攻陷越都昇龍（1371年、1377年、1378年），擊斃過一位越南君主陳睿宗（1377年）。此外，制蓬峩與中國明朝建立友好的外交關係，雙方使節往來頻繁。到1390年，制蓬峩最終戰死於對越交鋒中。

## 名字
制蓬峩乃是這位君主在越南語史料中出現的名字。其中「制」（Chế）音譯自「Cei」，意思是「叔」或「伯」；「蓬峩」音譯馬來語「Bunga」，意思是「花」。這一名字來源於西原埃地族和嘉萊族的名字R'čăm B'nga（Anak Orang Cham Bunga，意思是「占婆人花之光輝」）。
他在占族歷史傳說裡以比那索爾（占語：Binasuor）之名出現。
在中國明代典籍裡，他以阿答阿者或阿荅阿者（Ngo-ta Ngo-tchö）的名字登場。學者John K. Whimore指出，“阿答阿者”可能即是占婆君主的稱號“Raja di raja”（王中之王）。

## 登位
有關制蓬峩的早年事跡不詳。據喬治·馬司培羅的考證，制蓬峩是繼茶和布底（約1342年至1360年在位）之後的占婆君主。至於他與茶和布底的關係如何，則不得而知。而較早的制蓬峩事跡的記載，是中國明代史籍裡說洪武二年農曆二月己巳（西曆1369年3月12日），「阿答阿者遣其臣虎都蠻貢虎、象、方物。」喬治·馬司培羅認為他的即位應該在此事之前，因而姑且把他登位時間定於1360年。學者John K. Whitmore認為，制蓬峩或許原是地方上的軍事將領，憑著對越戰功而獲得聲望。

## 增強國力
制蓬峩即位後，有鑑於占婆被獨立後的大越國不斷蠶食，在李、陳時期，占婆陸續失去了廣平、廣治、順化（陳朝朝廷在此地設立順州、化州）等越中地區。制蓬峩銳意收復這些故地。適值與他同時期的越南陳裕宗皇帝荒淫逸樂，不修武備。這給予制蓬峩可乘之機。
據《大越史記全書》所說，占婆的軍事力量，長久以來不及大越，至制蓬峩時形勢才有轉變：「占城自黎、李以來，兵衆脆怯，我師（大越軍隊）至則挈家奔遁，或聚哭歸降，至蓬峩、羅皚，生聚教訓，漸革舊俗，勇悍耐苦，故常入寇，為我國患。」越南近代史家陳重金（即陳仲金）亦提到，制蓬峩為增強軍力，積極演習戰陣，訓練士卒，令軍士能刻苦耐勞。又設計出一套象陣戰鬥方法：作戰時得利，則驅象衝前，失利則以象殿後，阻擋敵軍。陳重金認為制蓬峩就是憑著有效的部署及用兵，遂得以令占婆軍力增強，在對越戰爭中往往取得優勢。
1368年中國明朝成立，制蓬峩隨即派使入明，此舉有助占婆發展經濟。因對華交流，促進了占婆對外貿易，從而使大量財富流入國內，占婆乃獲得經濟利益。
為了使對越作戰更有利，制蓬峩又相當禮遇大越國來降的人士。例如陳朝的宗室陳曉，因不滿黎季犛把持朝政，到投靠占婆。制蓬峩聽見他的到來，相當高興，並熱情招待，「發兵以迎，築館以處，呼為爺保君（意思是「尚父」），以賓禮待之」，因而深得陳曉的誠信，願意說出來降的因由，並想「賴他兵威」去影響大越國情。後來陳曉病故，制蓬峩感到痛惜，贈以重禮，又尊重他的意願，讓其遺體歸葬大越。可見制蓬峩相當重視來降者，並深明招攬之道。

## 對越征戰

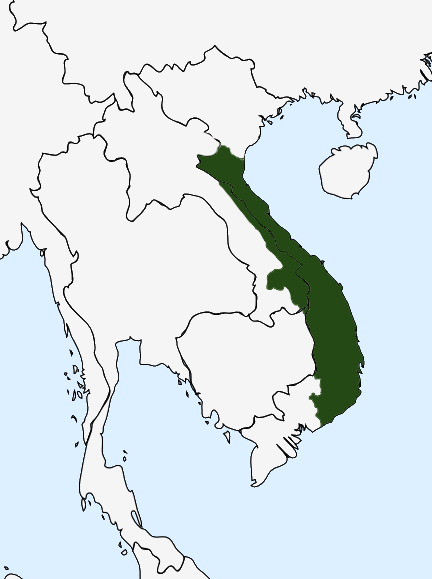
制蓬峩在位期間的占婆領土（1380年）。

### 早年戰況
在制蓬峩在位的早年，占婆已經與大越國陳氏有所衝突。1361年農曆三月，有一批「占城草賊」從海上進攻大越國的迤哩海門（今越南廣平省布澤縣），擄掠民眾，但被當地官府擊退。其後，大越朝廷派范阿窗任臨平府知府，鎮守迤哩地區。次年（1362年）農曆三月，占婆進攻化州（在今越南順化），陳朝派杜子平檢閱臨平、順化軍，並修築化州城。
1365年農曆正月，化州舉行士女鞦韆戲習俗，在此之前占婆派軍隱藏在附近。鞦韆戲舉行時，占婆伏軍發難，擄掠民眾而回。次年（1366年）農曆三月，占婆進攻臨平府，被知府范阿窗擊退。
大越國陳氏被占婆連番入侵後，亦作出反擊行動。1367、68年之交，大越派陳世興、杜子平領軍，準備攻伐占婆。大軍未出發前，於1368年農曆二月，占婆派使者牧婆摩到大越，要求歸還化州邊界。農曆四月，陳世興等進軍到占洞（今屬越南廣南省升平府），占婆採用伏軍戰術，大敗越軍，擒獲主將陳世興，杜子平率餘軍返回。

### 三陷越都
在1370年代，制蓬峩對越戰爭愈益激烈，曾三度攻破越都昇龍。

#### 第一次攻陷昇龍
制蓬峩在大越國反叛者楊日禮母親的協助下，首度攻陷昇龍。事緣是1370年，大越朝廷發生政變，國君楊日禮被臣下所廢，陳暊立為皇帝（即陳藝宗）。楊日禮母親不服，勾結占婆入寇。當時，大越國「承平日久，邊城無備，寇至無兵可禦」，國防極為鬆懈，制蓬峩乘此良機，便於1371年農曆閏三月，派軍從大安海門直搗昇龍城，當進軍到太祖津，大越皇帝陳藝宗出逃躲避。該月二十七日（西曆5月12日），占軍攻破昇龍，並大肆破壞，焚毁宮殿，虜掠女子玉帛而歸。這起戰事，預示著越占兩國間將會激戰連場，正如後黎朝史官吳士連所說：「國家自此多事矣。」

#### 擊斃大越皇帝及第二次攻陷昇龍
大越朝廷受到此次侵侮，意圖報復，但卻招來國君戰死、制蓬峩第二度來攻破國都的大災難。當時的大越皇帝陳睿宗作出了一系列的反占婆措施，積極備戰：1373年農曆八月，整頓軍隊，製造戰船，預備征占；農曆十二月，下詔聲稱要親征占婆；1374年農曆十月，下令其國內軍民，不許學習占語。1376年農曆六月，陳睿宗因占婆在前一月進攻化州，下詔「諸軍修戰器戰艦，以候親征占城之役」，雖有廷臣勸喻切勿親征，但睿宗不聽。其後調動清化、乂安、演州軍民運送大批糧草到化州，上皇陳暊、陳睿宗更一同在白鶴江檢閱水步兩軍。此時，制蓬峩有意和解，跟化州守將杜子平聯絡，打算以黃金十盤奉送給陳氏朝廷。但杜子平卻吞沒款項，並向大越朝廷訛稱「蓬峩傲慢無禮，宜加兵討之。」陳睿宗因而下定決心。
1376、77年之交，大越發動征占戰事，投入軍隊共十二萬，水陸軍隊並進，由陳睿宗親自率領步兵。1377年農曆正月二十三日（西曆2月23日），越軍進入占婆尸耐港（越南近代學者陳重金〔即陳仲金〕說在今越南歸仁市），連陷當地的石橋屯和倚忙洞。制蓬峩見戰況危急，就在占婆國都闍槃城外修築防禦工事，又設計誘敵，派臣下收婆摩詐降越南，訛稱「蓬峩已遁，但留空城，宜速進兵，無失機會。」陳睿宗果然中計，於次日（正月二十四日，西曆2月24日），親自急行軍前進。雖然有將士勸喻他只須派人「持尺書問罪，以察虜情虛實」，但陳睿宗拒不接納。越軍魚貫式前進，前後隔絕，占軍從中間突擊，截斷越軍。越軍全線崩潰，陳睿宗皇帝及多員大將被擊殺，杜子平、黎季犛等將領都自行逃脫。占軍又生擒越軍裡的御溝王陳勗（後來制蓬峩以女妻之）。此一戰役，占婆重創大越，陳氏朝廷的上皇陳暊慌忙立陳睿宗子陳晛為帝（即陳廢帝）。
制蓬峩於該年農曆六月乘勝追擊。該月十一日（西曆7月16日），進攻大越，而上皇陳暊已早有戒備，派軍到大安海口佈防。占軍便改由神符海口（在今越南寧平省）攻掠昇龍，次日（六月十二日，西曆7月17日）才撤出。占軍出海時遭遇風暴，士兵溺死甚眾。

#### 第三次攻陷昇龍
1378年，制蓬峩第三度攻破越都昇龍。該年農曆五月五日（西曆5月31日），占軍帶同先前被俘的御溝王陳勗，出發入寇乂安府，行軍途中招降當地民眾，吸引到不少人接受占軍號命。農曆六月，占軍前進至大黃江，大越國將領杜子平無法抵禦，越軍潰敗。占軍進攻昇龍，殺越忠臣黎桷，並肆行擄掠而回。

### 戰情膠著
踏入1380年代以後，越占交戰仍持續。雖然制蓬峩對大越的進攻依舊凌厲，但戰情未致一面倒，雙方呈膠著狀態。
1380年，農曆二月，制蓬峩招募大越國新平（今越南廣平省廣寧縣）、順化地區民眾侵寇乂安、演州，擄掠人民。農曆三月，占婆入寇清化一帶。大越上皇陳暊命黎季犛率水軍、杜子平率步軍抵禦，在虞江（屬今越南清化省弘化縣）設樁佈防，與占軍對峙。農曆五月，黎季犛派阮金鰲、杜也哥出戰。阮金鰲避敵折回，被黎季犛斬殺，於是越軍奮勇向前，制蓬峨在此戰中失利而回。
1382年，占婆軍入寇清化，越將黎季犛在龍岱山（在清化省東山縣）駐兵，下屬阮多方在神投（在寧平安謨縣）海面佈防。占軍水陸並進，到達龍岱山，並登上山上投石，擊毁越方軍船多艘，阮多方不待上司黎季犛命令，離開鎮守地點，擊敗占軍，越軍各部隊於一同來攻，占軍大敗，逃入附近山林地區。越軍進行包圍，使之餓死的甚多，又焚毁占軍船隻。占軍餘眾奔逃，越軍乘勝追擊，至農曆三月，追到乂安而還。
1383年農曆正月，大越朝廷命黎季犛率水師攻打占婆，但進軍途中遭風暴而回。農曆六月，制蓬峩再度策動攻勢，與首席大將羅皚率軍，陸行山路，直抵距離越都昇龍不遠的廣威鎮，震驚大越朝廷。上皇陳暊命將軍黎密溫率兵抵禦，占婆軍利用伏兵、象兵將之擊破，擒獲黎密溫。陳暊便留阮多方守衞國都，自己出逃避敵。占軍在大越境內逗留了數個月，至農曆十二月才撤退。
1389年，大越陳朝剛發生皇位改易事件，先前的皇帝陳晛被黎季犛陷害罷黜，上皇陳暊立兒子陳顒陳順宗為帝，大越國內亦爆發多宗起義。制蓬峩於該年農年十月，率軍進攻清化古無，越將黎季犛來抵禦。占軍堰塞當地河流上游，越軍則在河裡佈防，雙方就此對峙二十日。占軍便隱藏象兵部隊，假裝拆除軍營撤走，黎季犛派出精兵追擊。此時，占軍在上游放瀉河水，貫向越軍，並出動象兵施襲。越軍因精兵已出，情況狼狽，於是潰敗，將領七十人戰死，占軍擒獲將領阮至（一作陳廷貴），黎季犛逃脫，其手下裨將范可永與阮多方見「我等孤軍，難於持久」，就率領餘眾一邊撤退，一邊虛張聲勢，令占軍不敢追趕。農曆十一月，大越朝廷派出陳渴真率軍防禦，在黃江（位於越南河南省的一段紅河）與占軍相遇。陳渴真認為這裡沒有可戰之地，唯有退守到海潮江（在今越南太平省與興安省境內等地）。而陳廢帝弟弟陳元耀為了替兄報仇，率眾歸附占婆。

### 戰死
1390年農曆正月，制蓬峩與反叛大越國的陳元耀一同率領船艦百餘艘，前往海潮江（在今越南太平省與興安省境內），觀察越軍情況。制蓬峩所乘的船隻塗上綠色，以作辨認。當所有船隻尚未會合時，制蓬峩的一位臣僚波漏稽因事被切責，畏罪降附越軍，並指示越軍知道制蓬峩所身處的綠色船艦。越將陳渴真立即命令軍中，用火器轟擊該船，制蓬峩即時斃命，「貫於船而死」，當日是正月二十三日（西曆2月8日）。制蓬峩死時，船上眾人震驚哭泣，占軍潰散，陳元耀卻第一時間割下他的頭顱，獻給越軍。這時越軍將士為了爭奪制蓬峩的首級，發生混亂，陳元耀被殺，陳渴真派屬下黎克謙將首級帶到附近的上皇陳暊軍營，時值夜半，漏下三鼓，熟睡中的陳暊剛收到消息時，還以為是占軍來襲，當知道是取得宿敵制蓬峩首級後，便歡喜得召集群臣觀看，並說：「我與蓬峩相持久矣，今日始得相見，何異漢高祖見項羽首！天下定矣。」而占軍大將羅皚則尋回制蓬峩屍身，隨即進行火葬，然後率領殘餘部隊邊戰邊退。
制蓬峩雖然最終戰死，但越占邊境上的乂安、新平（今越南廣平省廣寧縣）、順化等地，仍有不少居民支持占婆，四散遊擊，連大越朝廷也一時難以抵禦。
占婆大將羅皚回國後，自立為王，而制蓬峩的兒子制麻奴㐌難及制山拏因擔心生命安全，便投靠大越。制麻奴㐌難獲封為校正侯，山拏獲封為亞侯。
※《明實錄》及《明史》等中國典籍則稱阿答阿者是被臣下閣勝（即羅皚）所弒。喬治·馬司培羅則認為這是錯誤。

## 對明關係

### 向明稱臣入貢
元代時，占婆與元政權關係不佳，元世祖時期曾經與其發生戰爭。在明政權建立之後，制蓬峩（在中國典籍裡稱作阿答阿者）與之關係非常親密。《明史》及《明實錄》等記載，在明政權剛建立的洪武二年農曆正月乙卯二十日（西曆1369年2月26日），明太祖將他即皇帝位消息，通知占城。農曆二月己巳四日（1369年3月12日），制蓬峩派遣使者虎都蠻前往朝貢，致送虎、象及土產方物。辛未六日（西曆3月14日），明太祖給予制蓬峩璽書，稱「誠意至篤，朕甚嘉焉」，以答謝其親善之誼。同年十二月甲戌（1370年1月11日）明太祖派遣管勾甘與路景賢前往占城，封為占城國王。之後，制蓬峩在位的時期裡，雙方時常派遣使者往來。洪武二十一年（1388年）農曆四月，明太祖因為占城王奪取真臘的貢品等事，命令董紹前往譴責，但是因為占婆使者先到，就將董紹召回，後來制蓬峩再度派遣使者謝罪，占明兩國又回復以往關係。到1390年，根據中國典籍記載，明朝認為占婆首將閣勝（即羅皚）殺害阿答阿者，並控制政權，明太祖因而拒絕羅皚派遣的使者朝貢，並中斷關係達7年。

### 明朝對占越交戰的態度
占越戰爭時，明太祖保持中立態度，呼籲兩國停戰。
洪武四年七月，制蓬峩派使者向明太祖請求提供兵器等協助，以阻止安南的侵略。而明太祖拒絕此要求，以「占城、安南並事朝廷，同奉正朔」的立場要求雙方停戰。洪武六年冬十一月，制蓬峩派使者向明太祖獻上戰勝安南的戰功，明太祖再次要求雙方「各宜罷兵息民，毋相侵擾」。洪武十年（1377年）農曆正月，陳睿宗在與占婆戰役中被擊殺後，洪武十二年（1379年）農曆九月制蓬峩的使者來到應天時，遭到中書省的漠視，後來明太祖獲知後，責罪丞相胡惟庸與汪廣洋，明太祖並再次要求雙方和解休兵。洪武十三年（1380年）農曆九月，明太祖趁占婆水軍在戰爭中失利的時候，對占婆使者表示「如必驅兵苦戰，勝負不可知，而鷸蚌相持，漁人得利，他日悔之，不亦晚乎」來勸雙方休兵。但縱使明朝不斷從中調停，也無法扭轉占越兩國交戰頻仍的局勢。

### 平定海寇
明洪武六年（1373年），占婆以東沿海有海寇張汝厚、林福出沒，他們自稱「元帥」，劫掠海上。制蓬峩親自將之殲滅，然後將所獲得的海寇船隻二十艘、蘇木七萬斤，以及俘虜等等，連同土產方物、奏表，由使節陽寶摩訶八的悅文旦，於農曆八月戊戌二十九日（西曆9月16日），進呈於明朝政府。明太祖對於制蓬峩成功除害，深表嘉許，並致送制蓬峩織金文綺紗羅四十匹，使節亦獲贈禮。

## 鑄造貨幣
據中國學者編成的《越南歷史貨幣》裡指出，有著作認為制蓬峩時期曾鑄造一種越式銅錢，名為「天聖元寶」。它的式樣，是直徑約23至24毫米，穿寬約6至7毫米，厚約1.1至1.5毫米，重約2.2至3.6克，錢文使用真書或篆書，旋讀。

## 家庭
- 子：制麻奴㐌難，在1390年占軍首將羅皚奪位後擔心被殺，投奔大越，獲封為校正侯。[48][49]
- 子：制山拏，在1390年占軍首將羅皚奪位後擔心被殺，投奔大越，獲封為亞侯。[48][49]
- 女：下嫁給1377年被擒的越軍戰俘御溝王陳勗。[25][31]

## 評價
越南古今史家，對於制蓬峩所擁有的實力與氣魄，均無所置疑。如編撰《大越史記全書》的古代史官，便對制蓬峩時代的占婆與越南陳朝作出比較，認為前者是經歷國家衰落之後，「生聚教訓，漸革舊俗，勇悍耐苦」，後者則是「承平日久，邊城無備」，因而讓制蓬峩有可乘之機，終致成為大越國的「國患」。。到近代，學者陳重金（即陳仲金）認為，制蓬峩是占婆的一位「英雄國君」，因他致力於整頓國力，對軍事「部署得當、用兵得法」，因而在越占交戰史中一鸣驚人，「占城之軍自此甚強，後來曾數次攻陷昇龍城，使陳朝君臣幾番驚駭！」
在西方學界，則對制蓬峩的看法存有分歧。英國學者D.G.E. 霍爾（D.G.E Hall）指出，若果根據喬治·馬司培羅的《占婆史》的描述，制蓬峩治下的占婆，國力可謂達到頂點；不過另一位學者G·賽代斯（Cɶdès）則持相反觀點，認為制蓬峩的凌厲聲勢僅屬占婆國的落日餘暉，因為相比起大越國的蓬勃活力和人口壓力，制蓬峩就算採取軍事行動也未能應付時局，而且難有前途。但D.G.E. 霍爾認為，無論如何，制蓬峩時期，始終都令大越國處於惶恐狀態。

## 引用來源
1. ↑  John K. Whitmore, “The Last Great King of Classical Southeast Asia:” Chế Bồng Nga” and Fourteenth-century Chama”, pp.168-203, in Tran Ky Phuong and Bruce M. Lockhart ed, The Cham of Vietnam: History, Society and Art, NUS press, Singapore, 2011
2. ↑  《明實錄‧太祖實錄》洪武二年二月己巳條，茲據《明實錄類纂·涉外史料卷》，武漢出版社，552頁。
3. ↑  喬治·馬司培羅《占婆史》第九章，臺灣商務印書館中譯本，93-94頁。
4. ↑  John K. Whitmore: The Last Great King of Classical Southeast Asia in The Cham of Vietnam: history, society and art, p.187.  NUS press.
5. ↑  郭振鐸、張笑梅《越南通史》第十五章第一節，中國人民大學出版社版，634-637頁。
6. ↑  吳士連等《大越史記全書·本紀全書·陳紀·廢帝》，東京大學東洋文化硏究所校合本，457頁。
7. 1 2  陳重金（即陳仲金）《越南通史》（即《越南史略》）第三卷第十章，北京商務印書館中譯本，122頁。
8. ↑  John K. Whitmore: The Last Great King of Classical Southeast Asia in The Cham of Vietnam: history, society and art, p.188.  NUS press.
9. ↑  范丕建《南天忠義實錄‧陳朝二十五人‧陳曉》，收錄於《越南漢文小說叢刊》第六冊《筆記小類》，45-46頁。
10. ↑  吳士連等《大越史記全書·本紀全書·陳紀·裕宗皇帝》，東京大學東洋文化硏究所校合本，432頁。
11. ↑  《欽定越史通鑑綱目》正編卷之十，陳裕宗大治三年至五年。
12. 1 2 3  喬治·馬司培羅《占婆史》第九章，臺灣商務印書館中譯本，94頁。
13. ↑  吳士連等《大越史記全書·本紀全書·陳紀·裕宗皇帝》，東京大學東洋文化硏究所校合本，434頁。
14. ↑  《欽定越史通鑑綱目》正編卷之十，陳裕宗大治八年春正月。
15. ↑  吳士連等《大越史記全書·本紀全書·陳紀·裕宗皇帝》，東京大學東洋文化硏究所校合本，435頁。
16. ↑  《欽定越史通鑑綱目》正編卷之十，陳裕宗大治九年春三月。
17. ↑  吳士連等《大越史記全書·本紀全書·陳紀·裕宗皇帝》，東京大學東洋文化硏究所校合本，432-436頁。
18. ↑  《欽定越史通鑑綱目》正編卷之十，陳裕宗大治十年冬十二月、十一年二月。
19. ↑  陳重金（即陳仲金）《越南通史》（即《越南史略》）第三卷第十章，121-122頁。
20. 1 2 3 4 5 6 7 8 9 10 11 12  .   [2014-04-07]. （原始内容存档于2018-06-15）.
21. ↑  吳士連等《大越史記全書·本紀全書·陳紀·藝宗皇帝》，東京大學東洋文化硏究所校合本，442頁。
22. ↑  《欽定越史通鑑綱目》正編卷之十，陳藝宗紹慶二年閏三月。
23. ↑  喬治·馬司培羅《占婆史》第九章，臺灣商務印書館中譯本，95頁。
24. ↑  陳重金（即陳仲金）《越南通史》（即《越南史略》）第三卷第十章，123頁。
25. 1 2  吳士連等《大越史記全書·本紀全書·陳紀·睿宗皇帝》，東京大學東洋文化硏究所校合本，445-449頁。
26. ↑  《欽定越史通鑑綱目》正編卷之十，陳睿宗隆慶元年至五年。
27. ↑  喬治·馬司培羅《占婆史》第九章，臺灣商務印書館中譯本，96-97頁。
28. ↑  陳重金（即陳仲金）《越南通史》（即《越南史略》）第三卷第十章，124-125頁。
29. ↑  吳士連等《大越史記全書·本紀全書·陳紀·廢帝》，東京大學東洋文化硏究所校合本，453頁。
30. ↑  《欽定越史通鑑綱目》正編卷之十，陳帝晛昌符二年夏五月。
31. 1 2  喬治·馬司培羅《占婆史》第九章，臺灣商務印書館中譯本，97頁。
32. 1 2 3 4  陳重金（即陳仲金）《越南通史》（即《越南史略》）第三卷第十章，北京商務印書館中譯本，125頁。
33. ↑  吳士連等《大越史記全書·本紀全書·陳紀·廢帝》，東京大學東洋文化硏究所校合本，455頁。
34. ↑  《欽定越史通鑑綱目》正編卷之十，陳帝晛昌符四年二月。
35. ↑  喬治·馬司培羅《占婆史》第九章，臺灣商務印書館中譯本，97-98頁。
36. ↑  吳士連等《大越史記全書·本紀全書·陳紀·廢帝》，東京大學東洋文化硏究所校合本，456頁。
37. ↑  《欽定越史通鑑綱目》正編卷之十，陳帝晛昌符六年二月。
38. 1 2  喬治·馬司培羅《占婆史》第九章，臺灣商務印書館中譯本，98頁。
39. ↑  吳士連等《大越史記全書·本紀全書·陳紀·廢帝》，東京大學東洋文化硏究所校合本，456-457頁。
40. ↑  《欽定越史通鑑綱目》正編卷之十，陳帝晛昌符七年。
41. ↑  吳士連等《大越史記全書·本紀全書·陳紀·順宗皇帝》，東京大學東洋文化硏究所校合本，462-463頁。
42. ↑  《欽定越史通鑑綱目》正編卷之十一]，陳順宗光泰二年。
43. 1 2  喬治·馬司培羅《占婆史》第九章，臺灣商務印書館中譯本，99-100頁。
44. ↑  陳重金（即陳仲金）《越南通史》（即《越南史略》）第三卷第十章，北京商務印書館中譯本，127頁。
45. ↑  吳士連等《大越史記全書·本紀全書·陳紀·順宗皇帝》，東京大學東洋文化硏究所校合本，464頁。
46. 1 2  《欽定越史通鑑綱目》正編卷之十一，陳順宗光泰三年。
47. 1 2  陳重金（即陳仲金）《越南通史》（即《越南史略》）《越南史略》第三卷第十章，北京商務印書館中譯本，128頁。
48. 1 2 3  吳士連等《大越史記全書·本紀全書·陳紀·順宗皇帝》，東京大學東洋文化硏究所校合本，465頁。
49. 1 2 3 4  喬治·馬司培羅《占婆史》第十章，臺灣商務印書館中譯本，101頁。
50. ↑  《明實錄‧太祖實錄》洪武二十四年十一月己丑條，茲據《明實錄類纂·涉外史料卷》，武漢出版社版，568頁。
51. ↑  張廷玉等《明史》卷三百二十四，列傳第二百十二，外國五《占城》，8385頁。
52. ↑  宋濂等《元史》卷二百十列，傳第九十七，外夷三《占城》，北京中華書局校注本，4660-4664頁。
53. 1 2  《明史》卷三百二十四，列傳第二百十二，外國五《占城》，北京中華書局校注本，8383-8385頁。
54. 1 2  散見於《明實錄‧太祖實錄》，茲據《明實錄類纂·涉外史料卷》，武漢出版社版，552-568頁。
55. ↑  喬治·馬司培羅《占婆史》第九章、第十章，臺灣商務印書館中譯本，93-101頁。
56. ↑  喬治·馬司培羅《占婆史》第九章，臺灣商務印書館中譯本，95-99頁。
57. ↑  《明實錄‧太祖實錄》洪武六年八月戊戌條，茲據《明實錄類纂·涉外史料卷》，武漢出版社版，558頁。
58. ↑  喬治·馬司培羅《占婆史》第九章，臺灣商務印書館中譯本，96頁。
59. ↑  《越南歷史貨幣》，中國金融出版社，24頁。
60. ↑  《越南歷史貨幣》，中國金融出版社，128頁。
61. ↑  吳士連等《大越史記全書·本紀全書·陳紀·藝宗皇帝》及《廢帝》，東京大學東洋文化硏究所校合本，442及457頁。
62. ↑  D.G.E. Hall: A History of South-East Asia (Published by The Macmillan Press LTD, 1968), Part 1, Chapter 8, P.193-194.
63. ↑  G· 賽代斯《東南亞的印度化國家》十四章，北京商務印書館中譯本，394-396頁。